# Армеллони, Эгидио
Эгидио Армеллони (21 июля 1909 года, Сорезина, Кремона, Италия — 5 мая 1997 года, Сорезина, Кремона, Италия) — бывший итальянский гимнаст. На Олимпийских играх в 1936 и 1948 годах занял пятое место в командных соревнованиях в сборной Италии. Его лучшим результатом было 11-е место в упражнениях на коне на Олимпиаде 1936 года.

## Биография и карьера
В 1929 году Армеллони был призван в армию. В следующем году он был арестован по обвинению в коммунистической пропаганде среди военных и гражданских работников на промышленных предприятиях. В ноябре 1931 года он был приговорен к двум годам заключения в тюрьме в Гаэта. 28 октября 1932 года он был освобожден по амнистии, посвященной празднованию 10-й годовщины марша на Рим (смены власти в Королевстве Италия, в результате которой в 1924 году правящей партией стала Национальная фашистская партия, а Бенито Муссолини назначен премьер-министром).
В результате этого, будучи членом национальной сборной по спортивной гимнастике, он пропустил Олимпийские игры 1932 года. После освобождения ему было предложено подписать письмо об отказе от его деятельности. После отказа подписать письмо он в 1936 году был выведен из состава олимпийской сборной Италии. Был восстановлен путём вмешательства секретаря итальянского Олимпийского комитета Джорджо Ваккаро.
Принимал участие в Олимпийских играх в 1936 и 1948 годов, где занял пятое место в командных соревнованиях по спортивной гимнастике со сборной Италии.
Оставив активный спорт, Армеллони долгое время работал тренером по спортивной гимнастике.